# Авеланш-да-Рібейра
Авеланш-да-Рібейра (порт. Avelãs da Ribeira)  — район (фрегезія) в Португалії, входить в округ Гуарда. Є складовою частиною муніципалітету  Гуарда. За старим адміністративним поділом входив в провінцію Бейра-Алта. Входить в економіко-статистичний субрегіон Бейра-Інтеріор-Норте, який входить в Центральний регіон. Населення становить 215 людей на 2001 рік. Займає площу 10,22 км². 
| Португалія | Це незавершена стаття з географії Португалії. Ви можете допомогти проєкту, виправивши або дописавши її. |